# Fissicrambus orion
Fissicrambus orion là một loài bướm đêm trong họ Crambidae.